# Паравей, Шарль Ипполит де
Шарль Ипполит де Паравей (фр. Charles Hippolyte de Paravey; 25 сентября 1787, Фюме, Арденны — 15 мая 1871, Сен-Жермен-ан-Ле) — французский инженер путей сообщения и научный писатель-востоковед.
Был сыном инженера Королевского корпуса мостов и дорог. Образование получил в Центральной школе в Шарлевилле, в ноябре 1803 года поступил в Политехническую школу в Париже, в ноябре 1806 года — в Национальную школу мостов и дорог, которую окончил в конце 1809 года.
После завершения обучения служил в различных городах, входивших в состав французской Первой империи: в Монсе, Брюсселе, Генте, Арле. Имея временное звание лейтенанта инженерных войск, служил в Слуисе, затем, с 1813 по 1814 год, в Остенде, впоследствии служил инженером в Корпусе мостов и дорог в Клермон-Ферране и затем на канале Сент-Квентин. В 1816 году стал су-инспектором Политехнической школы и занимал эту должность до её милитаризации в октябре 1822 года, после чего вернулся на службу в Корпус мостов и дорог и в декабре того же года был награждён орденом Почётного легиона. В отставку вышел в 1848 году и остаток жизни провёл в Сен-Жермен-ан-Ле.
Как инженер не оставил никаких научных работ, но немало писал по своему главному увлечению — восточной этнологии; был одним из основателей Азиатского общества (фр. Société asiatique). Занимался исследованиями по истории астрономии у восточных народов и в меньшей степени по истории древней математики. Нескрываемой тенденцией некоторых из этих исследований было введение отличавшихся особенной древностью дат истории астрономии в указываемые Библией пределы продолжительности существования мира (по воспоминаниям современников, де Паравей был ревностным католиком и сторонником историчности Библии), что дало его статьям доступ на страницы таких изданий, как «Annales de philosophie chrétienne», а позднее в «Université catholique» (1850 год и позже). В первом из этих изданий были напечатаны его статей «Essai sut quelques zodiaques apportés des Indes» (декабрь, 1833) и «Astronomie ancienne et. égyptienne, el astronomie chez les Japonais et les Chinois» (там же).
Многие статьи Паравея помещены также в «Comptes Rendus» Парижской академии наук. Содержание их составляли по большей части извлеченные из китайских книг астрономические и естественноисторические сведения. Наиболее известные из этих статей: «Sur une comète observée à Tonquin le 8 Mars 1668», (том IV, 1837), «Sur deux clepsydres dont in figure se trouve dans d’anciens ouvrages chinois» (том X, 1840), «Sur l’époque tres-reculée de l’invention de la poudre de guerre et des canons» (том XXX, 1850).
Отдельно были изданы следующие его труды: «Aperçu des Mémoires sur l’origine de la sphère et sur l’âge des zodiaques égyptiens» (Париж, 1821), «Nouvelle consideration sur le planisphère de Dendera etc.» (Париж, 1822), «Essai sur l’origine unique et hiéroglyphique der chiffres et des lettres de tous les peuples» (Париж, 1826).